# Charlotte Frycklund
Anna Charlotte Frycklund, född 24 juli 1969, är en svensk präst och författare. Hon är den enda anställda nätprästen i Svenska kyrkan.  Hon prästvigdes av biskop Lars-Göran Lönnermark i januari 1997 i Skara stift.

## Utmärkelser
- Bibelpriset 2022 [2]